# Graeme Souness
Graeme James Souness (Edimburgo, 6 maggio 1953) è un ex calciatore e allenatore di calcio scozzese, di ruolo centrocampista, vincitore di tre Coppe dei Campioni con la maglia del Liverpool.
Il suo soprannome sui campi da gioco era ''Charlie Champagne''

## Carriera

### Giocatore

#### Club
Firmò il primo contratto da professionista all'età di quindici anni, nel 1968, con il Tottenham Hotspur. Venne quindi inviato in Canada a disputare un campionato nella NASL, nelle file del Montréal Olympique. Tornato agli Spurs, debuttò in campionato passando poi, dopo una presenza, al Middlesbrough, ove rimase per cinque anni.
Passato al Liverpool nel gennaio 1978, vinse subito la sua prima Coppa dei Campioni, a cui seguirono quelle del 1981 e del 1984: l'ultima vide per la prima volta la finale della competizione, disputatasi allo stadio Olimpico di Roma tra gli inglesi e i giallorossi padroni di casa, decidersi ai tiri di rigore (con Souness fra i rigoristi andati a segno). Dal 1981 era nel frattempo diventato il capitano della squadra, che guidò alla vittoria in campionato per tre volte consecutive dal 1982 al 1984, dopo i successi del 1979 e del 1980.
La finale romana di Coppa dei Campioni fu l'ultima sua partita con i Reds, che lasciò dopo 356 partite e 58 reti. La sua carriera proseguì proprio in Italia, accasandosi alla Sampdoria, dove rimase per due stagioni contribuendo, nel 1985, alla vittoria del primo importante trofeo del club blucerchiato, la Coppa Italia, segnando anche un gol in finale. Passato nel 1986 ai Rangers di Glasgow, vi rimase fino al 1991 in qualità di giocatore-allenatore, vincendo quattro titoli in cinque stagioni.
Nel 2008 il tabloid britannico The Sun lo ha posizionato al primo posto nella classifica dei calciatori più fallosi di sempre.

#### Nazionale
Debuttò in Nazionale scozzese il 30 ottobre 1974. Disputò i Mondiali del 1986, chiudendo così la sua carriera in Nazionale con 54 gare.

### Allenatore
Tornato al Liverpool da allenatore, vinse la FA Cup 1992. Ha quindi allenato varie altre squadre, fra cui in Italia il Torino per un breve periodo: l'esperienza del tecnico scozzese si chiuderà dopo una pesante sconfitta per 4-0 patita a Verona con 6 gare di campionato disputate e 7 punti conquistati.
Nella sua carriera di allenatore si rese protagonista di un clamoroso atto durante la sua permanenza alla guida del Galatasaray, allorché vinse nel 1996 la Coppa di Turchia battendo gli storici avversari del Fenerbahçe: al termine del match di ritorno, giocato in trasferta allo Stadio Şükrü Saraçoğlu, Souness prese una bandiera giallorossa (colori del Galatasaray) e la piantò in mezzo al campo; a seguito di questo atto, giudicato "sacrilego" dai tifosi del Fenerbahçe, scoppiarono violenti disordini in tutta Istanbul.

## Statistiche

### Cronologia presenze e reti in nazionale
| Cronologia completa delle presenze e delle reti in nazionale ― Scozia | Cronologia completa delle presenze e delle reti in nazionale ― Scozia | Cronologia completa delle presenze e delle reti in nazionale ― Scozia | Cronologia completa delle presenze e delle reti in nazionale ― Scozia | Cronologia completa delle presenze e delle reti in nazionale ― Scozia | Cronologia completa delle presenze e delle reti in nazionale ― Scozia | Cronologia completa delle presenze e delle reti in nazionale ― Scozia | Cronologia completa delle presenze e delle reti in nazionale ― Scozia |
| Data                                                                  | Città                                                                 | In casa                                                               | Risultato                                                             | Ospiti                                                                | Competizione                                                          | Reti                                                                  | Note                                                                  |
| --------------------------------------------------------------------- | --------------------------------------------------------------------- | --------------------------------------------------------------------- | --------------------------------------------------------------------- | --------------------------------------------------------------------- | --------------------------------------------------------------------- | --------------------------------------------------------------------- | --------------------------------------------------------------------- |
| 30-10-1974                                                            | Glasgow                                                               | Scozia                                                                | 3 – 0                                                                 | Germania Est                                                          | Amichevole                                                            | -                                                                     |                                                                       |
| 20-11-1974                                                            | Glasgow                                                               | Scozia                                                                | 1 – 2                                                                 | Spagna                                                                | Qual. Euro 1976                                                       | -                                                                     |                                                                       |
| 16-4-1975                                                             | Göteborg                                                              | Svezia                                                                | 1 – 1                                                                 | Scozia                                                                | Amichevole                                                            | -                                                                     | 54’                                                                   |
| 22-2-1978                                                             | Glasgow                                                               | Scozia                                                                | 2 – 1                                                                 | Bulgaria                                                              | Amichevole                                                            | -                                                                     |                                                                       |
| 17-5-1978                                                             | Glasgow                                                               | Scozia                                                                | 1 – 1                                                                 | Galles                                                                | Torneo Interbritannico 1978                                           | -                                                                     |                                                                       |
| 20-5-1978                                                             | Glasgow                                                               | Scozia                                                                | 0 – 1                                                                 | Inghilterra                                                           | Torneo Interbritannico 1978                                           | -                                                                     | 74’                                                                   |
| 11-6-1978                                                             | Mendoza                                                               | Scozia                                                                | 3 – 2                                                                 | Paesi Bassi                                                           | Mondiali 1978 - 1º turno                                              | -                                                                     |                                                                       |
| 20-9-1978                                                             | Vienna                                                                | Austria                                                               | 3 – 2                                                                 | Scozia                                                                | Qual. Euro 1980                                                       | -                                                                     |                                                                       |
| 25-10-1978                                                            | Glasgow                                                               | Scozia                                                                | 3 – 2                                                                 | Norvegia                                                              | Qual. Euro 1980                                                       | -                                                                     |                                                                       |
| 19-5-1979                                                             | Cardiff                                                               | Galles                                                                | 3 – 0                                                                 | Scozia                                                                | Torneo Interbritannico 1979                                           | -                                                                     |                                                                       |
| 22-5-1979                                                             | Glasgow                                                               | Scozia                                                                | 1 – 0                                                                 | Irlanda del Nord                                                      | Torneo Interbritannico 1979                                           | -                                                                     |                                                                       |
| 26-5-1979                                                             | Londra                                                                | Inghilterra                                                           | 3 – 1                                                                 | Scozia                                                                | Torneo Interbritannico 1979                                           | -                                                                     |                                                                       |
| 12-9-1979                                                             | Glasgow                                                               | Scozia                                                                | 1 – 1                                                                 | Perù                                                                  | Amichevole                                                            | -                                                                     |                                                                       |
| 17-10-1979                                                            | Glasgow                                                               | Scozia                                                                | 1 – 1                                                                 | Austria                                                               | Qual. Euro 1980                                                       | -                                                                     |                                                                       |
| 21-11-1979                                                            | Bruxelles                                                             | Belgio                                                                | 2 – 0                                                                 | Scozia                                                                | Qual. Euro 1980                                                       | -                                                                     |                                                                       |
| 26-3-1980                                                             | Glasgow                                                               | Scozia                                                                | 4 – 1                                                                 | Portogallo                                                            | Qual. Euro 1980                                                       | -                                                                     |                                                                       |
| 16-5-1980                                                             | Belfast                                                               | Irlanda del Nord                                                      | 1 – 0                                                                 | Scozia                                                                | Torneo Interbritannico 1980                                           | -                                                                     | 59’                                                                   |
| 15-10-1980                                                            | Glasgow                                                               | Scozia                                                                | 0 – 0                                                                 | Portogallo                                                            | Qual. Euro 1980                                                       | -                                                                     |                                                                       |
| 25-2-1981                                                             | Ramat Gan                                                             | Israele                                                               | 0 – 1                                                                 | Scozia                                                                | Qual. Mondiali 1982                                                   | -                                                                     |                                                                       |
| 28-4-1981                                                             | Glasgow                                                               | Scozia                                                                | 3 – 1                                                                 | Israele                                                               | Qual. Mondiali 1982                                                   | -                                                                     |                                                                       |
| 14-10-1981                                                            | Belfast                                                               | Irlanda del Nord                                                      | 0 – 0                                                                 | Scozia                                                                | Qual. Mondiali 1982                                                   | -                                                                     |                                                                       |
| 18-11-1981                                                            | Lisbona                                                               | Portogallo                                                            | 2 – 1                                                                 | Scozia                                                                | Qual. Mondiali 1982                                                   | -                                                                     |                                                                       |
| 24-2-1982                                                             | Siviglia                                                              | Spagna                                                                | 3 – 0                                                                 | Scozia                                                                | Amichevole                                                            | -                                                                     |                                                                       |
| 24-5-1982                                                             | Glasgow                                                               | Scozia                                                                | 1 – 0                                                                 | Galles                                                                | Torneo Interbritannico 1982                                           | -                                                                     | cap.                                                                  |
| 29-5-1982                                                             | Glasgow                                                               | Scozia                                                                | 0 – 1                                                                 | Inghilterra                                                           | Torneo Interbritannico 1982                                           | -                                                                     |                                                                       |
| 15-6-1982                                                             | Malaga                                                                | Scozia                                                                | 5 – 2                                                                 | Nuova Zelanda                                                         | Mondiali 1982 - 1º turno                                              | -                                                                     |                                                                       |
| 18-6-1982                                                             | Siviglia                                                              | Brasile                                                               | 4 – 1                                                                 | Scozia                                                                | Mondiali 1982 - 1º turno                                              | -                                                                     | cap.                                                                  |
| 22-6-1982                                                             | Malaga                                                                | Unione Sovietica                                                      | 2 – 2                                                                 | Scozia                                                                | Mondiali 1982 - 1º turno                                              | 1                                                                     | cap.                                                                  |
| 13-10-1982                                                            | Aberdeen                                                              | Scozia                                                                | 2 – 0                                                                 | Germania Est                                                          | Qual. Euro 1984                                                       | -                                                                     | cap.                                                                  |
| 17-11-1982                                                            | Berna                                                                 | Svizzera                                                              | 2 – 0                                                                 | Scozia                                                                | Qual. Euro 1984                                                       | -                                                                     | cap.                                                                  |
| 15-12-1982                                                            | Bruxelles                                                             | Belgio                                                                | 3 – 2                                                                 | Scozia                                                                | Qual. Euro 1984                                                       | -                                                                     | cap.                                                                  |
| 30-3-1983                                                             | Glasgow                                                               | Scozia                                                                | 2 – 2                                                                 | Svizzera                                                              | Qual. Euro 1984                                                       | -                                                                     | cap.                                                                  |
| 28-5-1983                                                             | Cardiff                                                               | Galles                                                                | 0 – 2                                                                 | Scozia                                                                | Torneo Interbritannico 1983                                           | -                                                                     | cap.                                                                  |
| 1-6-1983                                                              | Londra                                                                | Inghilterra                                                           | 2 – 0                                                                 | Scozia                                                                | Torneo Interbritannico 1983                                           | -                                                                     | cap.                                                                  |
| 12-6-1983                                                             | Vancouver                                                             | Canada                                                                | 0 – 2                                                                 | Scozia                                                                | Amichevole                                                            | -                                                                     | 70’                                                                   |
| 16-6-1983                                                             | Edmonton                                                              | Canada                                                                | 0 – 3                                                                 | Scozia                                                                | Amichevole                                                            | 1                                                                     | cap.                                                                  |
| 19-6-1983                                                             | Toronto                                                               | Canada                                                                | 0 – 2                                                                 | Scozia                                                                | Amichevole                                                            | -                                                                     | cap.                                                                  |
| 21-9-1983                                                             | Glasgow                                                               | Scozia                                                                | 2 – 0                                                                 | Uruguay                                                               | Amichevole                                                            | -                                                                     | cap.                                                                  |
| 13-12-1983                                                            | Belfast                                                               | Irlanda del Nord                                                      | 2 – 0                                                                 | Scozia                                                                | Torneo Interbritannico 1983                                           | -                                                                     | cap.                                                                  |
| 28-2-1984                                                             | Glasgow                                                               | Scozia                                                                | 2 – 0                                                                 | Galles                                                                | Torneo Interbritannico 1984                                           | -                                                                     | cap.                                                                  |
| 12-9-1984                                                             | Glasgow                                                               | Scozia                                                                | 6 – 1                                                                 | Jugoslavia                                                            | Amichevole                                                            | 1                                                                     | cap.                                                                  |
| 17-10-1984                                                            | Glasgow                                                               | Scozia                                                                | 3 – 0                                                                 | Islanda                                                               | Qual. Mondiali 1986                                                   | -                                                                     | cap.                                                                  |
| 14-11-1984                                                            | Glasgow                                                               | Scozia                                                                | 3 – 1                                                                 | Spagna                                                                | Qual. Mondiali 1986                                                   | -                                                                     | cap.                                                                  |
| 27-2-1985                                                             | Siviglia                                                              | Spagna                                                                | 1 – 0                                                                 | Scozia                                                                | Qual. Mondiali 1986                                                   | -                                                                     | cap.                                                                  |
| 27-3-1985                                                             | Glasgow                                                               | Scozia                                                                | 0 – 1                                                                 | Galles                                                                | Qual. Mondiali 1986                                                   | -                                                                     | cap.                                                                  |
| 25-5-1985                                                             | Edimburgo                                                             | Scozia                                                                | 1 – 0                                                                 | Inghilterra                                                           | Amichevole                                                            | -                                                                     | cap.                                                                  |
| 28-5-1985                                                             | Reykjavík                                                             | Islanda                                                               | 0 – 1                                                                 | Scozia                                                                | Qual. Mondiali 1982                                                   | -                                                                     | cap. 28’                                                              |
| 16-10-1985                                                            | Glasgow                                                               | Scozia                                                                | 0 – 0                                                                 | Germania Est                                                          | Amichevole                                                            | -                                                                     | cap.                                                                  |
| 20-11-1985                                                            | Glasgow                                                               | Scozia                                                                | 2 – 0                                                                 | Australia                                                             | Qual. Mondiali 1986                                                   | -                                                                     | cap.                                                                  |
| 4-12-1985                                                             | Melbourne                                                             | Australia                                                             | 0 – 0                                                                 | Scozia                                                                | Qual. Mondiali 1986                                                   | -                                                                     | cap. 28’                                                              |
| 26-3-1986                                                             | Glasgow                                                               | Scozia                                                                | 3 – 0                                                                 | Romania                                                               | Amichevole                                                            | -                                                                     |                                                                       |
| 23-4-1986                                                             | Londra                                                                | Inghilterra                                                           | 2 – 1                                                                 | Scozia                                                                | Amichevole                                                            | 1                                                                     | cap.                                                                  |
| 4-6-1986                                                              | Ciudad Nezahualcóyotl                                                 | Danimarca                                                             | 1 – 0                                                                 | Scozia                                                                | Mondiali 1986 - 1º turno                                              | -                                                                     | cap.                                                                  |
| 8-6-1986                                                              | Santiago de Querétaro                                                 | Germania Ovest                                                        | 2 – 1                                                                 | Scozia                                                                | Mondiali 1986 - 1º turno                                              | -                                                                     | cap.                                                                  |
| Totale                                                                |                                                                       | Presenze                                                              | 54                                                                    |                                                                       | Reti                                                                  | 4                                                                     |                                                                       |

### Statistiche da allenatore
| Stagione             | Squadra              | Campionato           | Campionato | Campionato | Campionato | Campionato | Coppe nazionali | Coppe nazionali | Coppe nazionali | Coppe nazionali | Coppe nazionali | Coppe continentali | Coppe continentali | Coppe continentali | Coppe continentali | Coppe continentali | Altre coppe | Altre coppe | Altre coppe | Altre coppe | Altre coppe | Totale | Totale | Totale | Totale | % Vittorie | Piazzamento |
| Stagione             | Squadra              | Comp                 | G          | V          | N          | P          | Comp            | G               | V               | N               | P               | Comp               | G                  | V                  | N                  | P                  | Comp        | G           | V           | N           | P           | G      | V      | N      | P      | %          | Piazzamento |
| -------------------- | -------------------- | -------------------- | ---------- | ---------- | ---------- | ---------- | --------------- | --------------- | --------------- | --------------- | --------------- | ------------------ | ------------------ | ------------------ | ------------------ | ------------------ | ----------- | ----------- | ----------- | ----------- | ----------- | ------ | ------ | ------ | ------ | ---------- | ----------- |
| apr.-giu. 1986       | Rangers              | SPD                  | 4          | 1          | 1          | 2          | SC+CdL          | -               | -               | -               | -               | CU                 | -                  | -                  | -                  | -                  | -           | -           | -           | -           | -           | 4      | 1      | 1      | 2      | 25,00      | Sub. 5º     |
| 1986-1987            | Rangers              | SPD                  | 44         | 31         | 7          | 6          | SC+CdL          | 1+5             | 0+4             | 0+1             | 1+0             | CU                 | 6                  | 3                  | 2                  | 1                  | -           | -           | -           | -           | -           | 56     | 38     | 10     | 8      | 67,86      | 1º          |
| 1987-1988            | Rangers              | SPD                  | 44         | 26         | 8          | 10         | SC+CdL          | 3+5             | 1+4             | 1+1             | 1+0             | CC                 | 6                  | 3                  | 1                  | 2                  | -           | -           | -           | -           | -           | 58     | 34     | 11     | 13     | 58,62      | 3º          |
| 1988-1989            | Rangers              | SPD                  | 36         | 26         | 4          | 6          | SC+CdL          | 8+5             | 4+5             | 0+3             | 0+1             | CU                 | 4                  | 2                  | 1                  | 1                  | -           | -           | -           | -           | -           | 53     | 37     | 8      | 8      | 69,81      | 1º          |
| 1989-1990            | Rangers              | SPD                  | 36         | 20         | 11         | 5          | SC+CdL          | 2+5             | 1+4             | 0+1             | 1+0             | CC                 | 2                  | 0                  | 1                  | 1                  | -           | -           | -           | -           | -           | 45     | 25     | 13     | 7      | 55,56      | 1º          |
| 1990-apr. 1991       | Rangers              | SPD                  | 32         | 21         | 7          | 4          | SC+CdL          | 3+5             | 2+5             | 0+0             | 1+0             | CC                 | 4                  | 2                  | 1                  | 1                  | -           | -           | -           | -           | -           | 44     | 30     | 8      | 6      | 68,18      | Dimiss.     |
| Totale Rangers       | Totale Rangers       | Totale Rangers       | 196        | 125        | 38         | 33         |                 | 42              | 30              | 7               | 5               |                    | 22                 | 10                 | 6                  | 6                  |             | -           | -           | -           | -           | 260    | 165    | 51     | 44     | 63,46      |             |
| apr.-giu. 1991       | Liverpool            | FD                   | 5          | 3          | 2          | 0          | FACup+CdL       | -               | -               | -               | -               | -                  | -                  | -                  | -                  | -                  | CS          | -           | -           | -           | -           | 5      | 3      | 2      | 0      | 60,00      | Sub. 2º     |
| 1991-1992            | Liverpool            | FD                   | 42         | 16         | 16         | 10         | FACup+CdL       | 9+5             | 5+2             | 4+2             | 0+1             | CU                 | 8                  | 4                  | 0                  | 4                  | -           | -           | -           | -           | -           | 64     | 27     | 22     | 15     | 42,19      | 6º          |
| 1992-1993            | Liverpool            | FD                   | 42         | 16         | 11         | 15         | FACup+CdL       | 2+6             | 2+0             | 1+3             | 1+1             | CdC                | 4                  | 2                  | 0                  | 2                  | CS          | 1           | 0           | 0           | 1           | 55     | 20     | 15     | 20     | 36,36      | 6º          |
| 1993-gen. 1994       | Liverpool            | FD                   | 26         | 12         | 7          | 7          | FACup+CdL       | 2+5             | 0+3             | 1+1             | 1+1             | -                  | -                  | -                  | -                  | -                  | -           | -           | -           | -           | -           | 33     | 15     | 9      | 9      | 45,45      | Dimiss.     |
| Totale Liverpool     | Totale Liverpool     | Totale Liverpool     | 115        | 47         | 36         | 32         |                 | 29              | 12              | 12              | 5               |                    | 12                 | 6                  | 0                  | 6                  |             | 1           | 0           | 0           | 1           | 157    | 65     | 48     | 44     | 41,40      |             |
| 1995-1996            | Galatasaray          | T.1L                 | 34         | 21         | 5          | 8          | TK              | 7               | 4               | 2               | 1               | CU                 | 2                  | 0                  | 1                  | 1                  | ST          | 1           | 1           | 0           | 0           | 44     | 26     | 8      | 10     | 59,09      | 4º          |
| 1996-1997            | Southampton          | PL                   | 38         | 10         | 11         | 17         | FACup+CdL       | 1+9             | 0+4             | 0+4             | 1+1             | -                  | -                  | -                  | -                  | -                  | -           | -           | -           | -           | -           | 48     | 14     | 15     | 19     | 29,17      | 16º         |
| ago.-ott. 1997       | Torino               | B                    | 6          | 2          | 1          | 3          | CI              | -               | -               | -               | -               | -                  | -                  | -                  | -                  | -                  | -           | -           | -           | -           | -           | 6      | 2      | 1      | 3      | 33,33      | Eson.       |
| nov. 1997-1998       | Benfica              | PD                   | 26         | 17         | 5          | 4          | CP              | 5               | 3               | 1               | 1               | UEL                | -                  | -                  | -                  | -                  | -           | -           | -           | -           | -           | 31     | 20     | 6      | 5      | 64,52      | 2º          |
| 1998-mag. 1999       | Benfica              | PD                   | 30         | 17         | 7          | 6          | CP              | 2               | 1               | 0               | 1               | UCL                | 8                  | 3                  | 2                  | 3                  | -           | -           | -           | -           | -           | 40     | 21     | 9      | 10     | 52,50      | Eson.       |
| Totale Benfica       | Totale Benfica       | Totale Benfica       | 56         | 34         | 12         | 10         |                 | 7               | 4               | 1               | 2               |                    | 8                  | 3                  | 2                  | 3                  |             | -           | -           | -           | -           | 71     | 41     | 15     | 15     | 57,75      |             |
| mar.-giu. 2000       | Blackburn            | FD                   | 10         | 3          | 4          | 3          | FACup+CdL       | -               | -               | -               | -               | -                  | -                  | -                  | -                  | -                  | -           | -           | -           | -           | -           | 10     | 3      | 4      | 3      | 30,00      | Sub. 11º    |
| 2000-2001            | Blackburn            | FD                   | 46         | 26         | 13         | 7          | FACup+CdL       | 6+5             | 3+2             | 2+2             | 1+1             | -                  | -                  | -                  | -                  | -                  | -           | -           | -           | -           | -           | 57     | 31     | 17     | 9      | 54,39      | 2º (prom.)  |
| 2001-2002            | Blackburn            | PL                   | 38         | 12         | 10         | 16         | FACup+CdL       | 4+7             | 2+7             | 1+0             | 1+0             | -                  | -                  | -                  | -                  | -                  | -           | -           | -           | -           | -           | 49     | 21     | 11     | 17     | 42,86      | 10º         |
| 2002-2003            | Blackburn            | PL                   | 38         | 16         | 12         | 10         | FACup+CdL       | 3+5             | 1+3             | 1+1             | 1+1             | CU                 | 4                  | 0                  | 2                  | 2                  | -           | -           | -           | -           | -           | 50     | 20     | 16     | 14     | 40,00      | 6º          |
| 2003-2004            | Blackburn            | PL                   | 38         | 12         | 8          | 18         | FACup+CdL       | 1+1             | 0+0             | 0+0             | 1+1             | CU                 | 2                  | 0                  | 1                  | 1                  | -           | -           | -           | -           | -           | 42     | 12     | 9      | 21     | 28,57      | 15º         |
| ago.-set. 2004       | Blackburn            | PL                   | 4          | 0          | 2          | 2          | FACup+CdL       | -               | -               | -               | -               | -                  | -                  | -                  | -                  | -                  | -           | -           | -           | -           | -           | 4      | 0      | 2      | 2      | &0,00      | Eson.       |
| Totale Blackburn     | Totale Blackburn     | Totale Blackburn     | 174        | 69         | 49         | 56         |                 | 32              | 18              | 7               | 7               |                    | 6                  | 0                  | 3                  | 3                  |             | -           | -           | -           | -           | 212    | 87     | 59     | 66     | 41,04      |             |
| set. 2004-2005       | Newcastle Utd        | PL                   | 33         | 9          | 12         | 12         | FACup+CdL       | 5+2             | 4+1             | 0+0             | 1+1             | CU                 | 12                 | 10                 | 1                  | 1                  | -           | -           | -           | -           | -           | 52     | 24     | 13     | 15     | 46,15      | Sub. 14º    |
| 2005-feb. 2006       | Newcastle Utd        | PL                   | 23         | 7          | 5          | 11         | FACup+CdL       | 4+2             | 3+1             | 0+0             | 1+1             | Int                | 4                  | 2                  | 0                  | 2                  | -           | -           | -           | -           | -           | 33     | 13     | 5      | 15     | 39,39      | Eson.       |
| Totale Newcastle Utd | Totale Newcastle Utd | Totale Newcastle Utd | 56         | 16         | 17         | 23         |                 | 13              | 9               | 0               | 4               |                    | 16                 | 12                 | 1                  | 3                  |             | -           | -           | -           | -           | 85     | 37     | 18     | 30     | 43,53      |             |
| Totale carriera      | Totale carriera      | Totale carriera      | 669        | 324        | 169        | 182        |                 | 140             | 81              | 33              | 26              |                    | 66                 | 31                 | 13                 | 22                 |             | 2           | 1           | 0           | 1           | 877    | 437    | 215    | 231    | 49,83      |             |

## Palmarès

### Giocatore

#### Club

##### Competizioni giovanili
- FA Youth Cup: 1

Tottenham: 1969-1970

##### Competizioni nazionali
- Football League Second Division: 1

Middlesbrough: 1973-1974
- Campionato inglese: 5

Liverpool: 1978-1979, 1979-1980, 1981-1982, 1982-1983, 1983-1984
- Charity Shield: 3

Liverpool: 1979, 1980, 1982
- Coppa di Lega inglese: 4

Liverpool: 1980-1981, 1981-1982, 1982-1983, 1983-1984
- Coppa Italia: 1

Sampdoria: 1984-1985
- Campionato scozzese: 3 [5]

Rangers: 1986-1987, 1988-1989, 1989-1990
- Coppa di Lega scozzese: 4 [5]

Rangers: 1986-1987, 1987-1988, 1988-1989, 1990-1991

##### Competizioni internazionali
- Coppa dei Campioni: 3

Liverpool: 1977-1978, 1980-1981, 1983-1984

### Allenatore

#### Club

##### Competizioni nazionali
- Campionato scozzese: 3 [5]

Rangers: 1986-1987, 1988-1989, 1989-1990
- Coppa di Lega scozzese: 4 [5]

Rangers: 1986-1987, 1987-1988, 1988-1989, 1990-1991
- Coppa d'Inghilterra: 1

Liverpool: 1991-1992
- Coppa di Turchia: 1

Galatasaray: 1995-1996
- Supercoppa di Turchia: 1

Galatasaray: 1996
- Coppa di Lega inglese: 1

Blackburn: 2001-2002